# Revue archéologique
Die Revue archéologique ist eine 1844 gegründete, unabhängige französische wissenschaftliche Zeitschrift für das Gebiet der Klassischen Archäologie. Die ISSN für die Druckausgabe lautet 0035-0737, für die Online-Ausgabe 2104-3868.

## Geschichte
Die Revue archéologique wurde 1844 von dem französischen Kunsthistoriker Jules Gailhabaud gegründet, der für die Realisierung den Buchhändler und Secrétaire d’État Antoine Leleux gewinnen konnte. Ihr ursprünglicher Titel lautete Revue archéologique ou Recueil de documents et de mémoires relatifs à l’étude des monuments et à la philologie de l’Antiquité et du Moyen Âge, von 1847 bis 1882 ergänzt um den Zusatz à la numismatique. Sie zählt zu den ältesten, regelmäßig erscheinenden wissenschaftlichen Zeitschriften Frankreichs. Nach Leleux wurde sie von Didier & Cie, dann von Ernest Leroux, nach dessen Tod und der Übernahme seines Fonds in den 1920er Jahren von den Presses Universitaires de France in Paris verlegt. Unterstützt wird die Revue archéologique vom Centre national de la recherche scientifique, finanziell getragen vom Kultusministerium durch das Centre national du Livre. Geleitet wird sie seit 2017 von François Baratte (Stand: Juli 2019).

## Themen und Auswahl
Schwerpunkt der Zeitschrift ist die Archäologie der griechisch-römischen Antike. Einbezogen werden allerdings auch das etruskische Italien, Kleinasien und Vorderasien. Das Themenspektrum bildet alle Aspekte materieller Hinterlassenschaft ab: Architektur und Städtebau, Plastik und Malerei, Keramik und Kunsthandwerk, Numismatik etc. Seit 1967 umfasst die Zeitschrift auch das Bulletin de la Société française d’archéologie classique als eigene Rubrik. Publikationssprachen sind neben Französisch auch Englisch, Deutsch, Italienisch und Spanisch. Das beratende wissenschaftliche Komitée besteht aus zwölf internationalen Vertretern. Die Artikel durchlaufen ein Peer-Review und werden erst nach entsprechenden Gutachten für die Publikation angenommen. 

## Publikationsverfahren
Eine Besonderheit der Revue archéologique sind ihre farbigen Abbildungen. Seit 2001 ist die Zeitschrift online über das Portal cairn.info verfügbar, Ausgaben, die jünger als fünf Jahre sind, sind hierbei kostenpflichtig, danach frei zugänglich. Die Drucksausgabe erscheint in zwei Heften jährlich. Die Jahrgänge von 1862 bis 1938 werden im Digitalisierungsprojekt Gallica der Französischen Nationalbibliothek online bereitgestellt.
Seit Gründung wurde die Zählung immer wieder in neuen Serien strukturiert. So gab es von 1860 bis 1882 die erste Nouvelle Série. Es folgten:
- 3e Série 1883–1902
- 4e Série 1903–1914
- 5e Série 1915–1932
- 6e Série 1933–1957
- ohne Serie 1958–1965
- Nouvelle Série seit 1966